# Dendrodochium ellipticum
Dendrodochium ellipticum är en lavart som beskrevs av Cooke & Massee 1888. Dendrodochium ellipticum ingår i släktet Dendrodochium och familjen Bionectriaceae.   Inga underarter finns listade i Catalogue of Life.